# Championnat de France féminin de football de deuxième division 1994-1995
Navigation
Édition précédente Édition suivante
Le National 1B 1994-1995  est la 7e édition du Championnat de France féminin de football de seconde division. 
Le deuxième niveau du championnat féminin oppose trente clubs français répartis en trois groupes de dix clubs, en une série de dix-huit rencontres jouées durant la saison de football. En fin de saison, les meilleures équipes de chaque groupe s'affrontent lors d'un tournoi final, où chaque équipe affronte une seule fois les deux autres.
Les trois clubs participants au tournoi final montent en National 1A lors de la saison suivante alors que les deux derniers clubs de chaque groupe sont relégués en championnat interrégional.
Lors de l'exercice précédent, le CS Blanc-Mesnil, l'OS Monaco et le Stade quimpérois ont été relégués après avoir fini aux trois dernières places de National 1A. L'ASSF Épinal, l'ASPTT Vannes, l'ECSC Vieux Nice, le FC Sablé, le Tours EC, l'US Chevrières et le FCF Le Puy, ont quant à eux, gagné le droit d'évoluer dans ce championnat après avoir terminé aux premières places de leurs groupes de championnat interrégional.  
La compétition est remportée par le Caluire SCSC qui est promu en compagnie du Saint-Memmie Olympique et de l'US Mans. Dans le bas du classement, le FCF Liverdun, le Reims FF, le FCF Le Puy, l'ECSC Vieux Nice, l'AS Grayan Nord-Medoc et le FC Sablé sont relégués en championnat interrégional. Le Toulouse OM est rétrogradé administrativement.

## Participants
Ce tableau présente les trente équipes qualifiées pour disputer le championnat 1994-1995. On y trouve le nom des clubs, la date de création du club, l'année de la dernière accession à cette division, le nom des stades ainsi que la capacité de ces derniers.
Le championnat comprend trois groupes de dix équipes.
Légende des couleurs
- Relégué de National 1A.
- Promu de championnat interrégional.

| \| Saint-Memmie Olympique Besançon AFF CS Blanc Mesnil US Villers-les-Pots US Chevrières USO Bruay-la-Buissière FC Vendenheim ASSF Épinal FCF Liverdun Reims FF \| Localisation des clubs engagés dans le groupe A. |
| Saint-Memmie Olympique Besançon AFF CS Blanc Mesnil US Villers-les-Pots US Chevrières USO Bruay-la-Buissière FC Vendenheim ASSF Épinal FCF Liverdun Reims FF                                                        |

| Nom du club            | Date de création | Dernière accession | Classement 1993-1994 | Stade                  | Capacité |
| ---------------------- | ---------------- | ------------------ | -------------------- | ---------------------- | -------- |
| CS Blanc-Mesnil        | -                | 1994               | N1A                  | -                      | -        |
| US Villers-les-Pots    | -                | 1992               | 2 (Gr A)             | -                      | -        |
| Saint-Memmie Olympique | -                | 1992               | 3 (Gr A)             | -                      | -        |
| Besançon AFF           | -                | 1992               | 4 (Gr A)             | -                      | -        |
| USO Bruay-la-Buissière | 1977             | 1992               | 5 (Gr A)             | Complexe Léo Lagrange  | -        |
| FC Vendenheim          | 1974             | 1992               | 6 (Gr A)             | Stade Waldeck          | -        |
| FCF Liverdun           | -                | 1993               | 7 (Gr A)             | -                      | -        |
| Reims FF               | 1968             | 1992               | 8 (Gr A)             | -                      | -        |
| US Chevrières          | 1988             | 1994               | CIR                  | Stade de Mercières     | -        |
| ASSF Épinal            | 1978             | 1994               | CIR                  | Stade de la Colombière | -        |

| \| Caluire SCSC Montpellier Le Crès RC Saint-Étienne Toulouse OM Celtic de Beaumont OS Monaco FCF Ambilly Grenoble FF FCF Le Puy ECSC Vieux Nice \| Localisation des clubs engagés dans le groupe B. |
| Caluire SCSC Montpellier Le Crès RC Saint-Étienne Toulouse OM Celtic de Beaumont OS Monaco FCF Ambilly Grenoble FF FCF Le Puy ECSC Vieux Nice                                                        |

| Nom du club         | Date de création | Dernière accession | Classement 1993-1994 | Stade              | Capacité |
| ------------------- | ---------------- | ------------------ | -------------------- | ------------------ | -------- |
| OS Monaco           | -                | 1994               | N1A                  | -                  | -        |
| Caluire SCSC        | -                | 1992               | 2 (Gr B)             | -                  | -        |
| Toulouse OM         | -                | 1993               | 3 (Gr C)             | -                  | -        |
| RC Saint-Étienne    | 1977             | 1993               | 4 (Gr B)             | Stade Léon Nautin  | 1 500    |
| Grenoble FF         | 1983             | 1992               | 5 (Gr B)             | -                  | -        |
| Montpellier Le Crès | -                | 1992               | 6 (Gr B)             | Stade Joseph Blanc | 1 000    |
| Celtic de Beaumont  | 1970             | 1992               | 7 (Gr B)             | Stade Saint-Menet  | -        |
| FCF Ambilly         | 1978             | 1993               | 8 (Gr B)             | -                  | -        |
| FCF Le Puy          | -                | 1994               | CIR                  | -                  | -        |
| ECSC Vieux Nice     | -                | 1994               | CIR                  | -                  | -        |

| \| US Mans Stade quimperois Tours EC ES Cormelles-le-Royal ESOFV La Roche-sur-Yon ASPTT Vannes FCE Arlac CBOSL Football AS Grayan Nord-Medoc FC Sablé \| Localisation des clubs engagés dans le groupe C. |
| US Mans Stade quimperois Tours EC ES Cormelles-le-Royal ESOFV La Roche-sur-Yon ASPTT Vannes FCE Arlac CBOSL Football AS Grayan Nord-Medoc FC Sablé                                                        |

| Nom du club            | Date de création | Dernière accession | Classement 1993-1994 | Stade                               | Capacité |
| ---------------------- | ---------------- | ------------------ | -------------------- | ----------------------------------- | -------- |
| Stade quimpérois       | 1971             | 1994               | N1A                  | Stade de Kerhuel                    | 2 040    |
| ES Cormelles-le-Royal  | 1953             | 1992               | 2 (Gr C)             | Stade Municipal                     | -        |
| CBOSL Football         | -                | 1992               | 3 (Gr C)             | Stade de l'Arceau                   | -        |
| FCE Arlac              | 1976             | 1992               | 4 (Gr C)             | Stade Joseph-Antoine Cruchon        | -        |
| ESOFV La Roche-sur-Yon | 1978             | 1992               | 5 (Gr C)             | Stade de Saint-André                | 1 800    |
| AS Grayan Nord-Medoc   | -                | 1992               | 6 (Gr C)             | -                                   | -        |
| US Mans                | 1983             | 1992               | 7 (Gr C)             | Stade Léon-Bollée (Annexe)          | 4 000    |
| Tours EC               | -                | 1994               | CIR                  | Stade de la Vallée du Cher (Annexe) | -        |
| ASPTT Vannes           | -                | 1994               | CIR                  | -                                   | -        |
| FC Sablé               | -                | 1994               | CIR                  | -                                   | -        |

## Compétition

### Classement
Le classement est calculé avec le barème de points suivant : une victoire vaut deux points, le match nul un et la défaite zéro.
Critères appliqués pour départager en cas d'égalité au classement :
1. classement aux points des matchs joués entre les clubs ex æquo ;
2. différence entre les buts marqués et les buts concédés par chacun d’eux au cours des matchs qui les ont opposés ;
3. différence entre les buts marqués et les buts concédés sur la totalité des matchs joués dans le championnat ;
4. plus grand nombre de buts marqués sur la totalité des matchs joués dans le championnat ;
5. en cas de nouvelle égalité, une rencontre supplémentaire aura lieu sur terrain neutre avec, éventuellement, l’épreuve des tirs au but.

Classement du Groupe A
| Rang | Équipe                 | Pts | J  | G | N | P | Bp | Bc | Diff |
| ---- | ---------------------- | --- | -- | - | - | - | -- | -- | ---- |
| 1    | Saint-Memmie Olympique | 30  | 18 | 0 | 0 | 0 | 0  | 0  | 0    |
| 2    | Besançon AFF           | 25  | 18 | 0 | 0 | 0 | 0  | 0  | 0    |
| 3    | CS Blanc-Mesnil R      | 21  | 18 | 0 | 0 | 0 | 0  | 0  | 0    |
| 4    | US Villers-les-Pots    | 20  | 18 | 0 | 0 | 0 | 0  | 0  | 0    |
| 5    | US Chevrières P        | 20  | 18 | 0 | 0 | 0 | 0  | 0  | 0    |
| 6    | USO Bruay-la-Buissière | 18  | 18 | 0 | 0 | 0 | 0  | 0  | 0    |
| 7    | FC Vendenheim          | 18  | 18 | 0 | 0 | 0 | 0  | 0  | 0    |
| 8    | ASSF Épinal P          | 13  | 18 | 0 | 0 | 0 | 0  | 0  | 0    |
| 9    | FCF Liverdun           | 11  | 18 | 0 | 0 | 0 | 0  | 0  | 0    |
| 10   | Reims FF               | -3  | 18 | 0 | 0 | 0 | 0  | 0  | 0    |

|  | Promu en National 1A et qualifié pour le tournoi final. |
|  | Relégué en championnat interrégional. |
|  | R Relégué de National 1A P Promu de championnat interrégional. Pts points ; G victoires ; N match nuls ; P défaites Bp buts marqués ; Bc buts encaissés ; Diff différence de buts |

Classement du Groupe B
| Rang | Équipe              | Pts | J  | G  | N | P  | Bp | Bc | Diff |
| ---- | ------------------- | --- | -- | -- | - | -- | -- | -- | ---- |
| 1    | Caluire SCSC        | 35  | 18 | 17 | 1 | 0  | 87 | 18 | +69  |
| 2    | Montpellier Le Crès | 21  | 18 | 8  | 5 | 5  | 38 | 27 | +11  |
| 3    | RC Saint-Étienne    | 20  | 18 | 9  | 2 | 7  | 43 | 33 | +10  |
| 4    | Toulouse OM         | 20  | 18 | 9  | 2 | 7  | 43 | 40 | +3   |
| 5    | Celtic de Beaumont  | 18  | 18 | 7  | 4 | 7  | 37 | 45 | -8   |
| 6    | OS Monaco R         | 17  | 18 | 7  | 3 | 8  | 37 | 34 | +3   |
| 7    | FCF Ambilly         | 17  | 18 | 7  | 3 | 8  | 19 | 29 | -10  |
| 8    | Grenoble FF         | 15  | 18 | 5  | 5 | 8  | 31 | 33 | -2   |
| 9    | FCF Le Puy P        | 12  | 18 | 3  | 6 | 9  | 21 | 44 | -23  |
| 10   | ECSC Vieux Nice P   | 5   | 18 | 1  | 3 | 14 | 17 | 70 | -53  |

|  | Promu en National 1A et qualifié pour le tournoi final. |
|  | Relégué en championnat interrégional. |
|  | R Relégué de National 1A P Promu de championnat interrégional. Pts points ; G victoires ; N match nuls ; P défaites Bp buts marqués ; Bc buts encaissés ; Diff différence de buts |

Classement du Groupe C
| Rang | Équipe                 | Pts | J  | G | N | P | Bp | Bc | Diff |
| ---- | ---------------------- | --- | -- | - | - | - | -- | -- | ---- |
| 1    | US Mans                | 32  | 18 | 0 | 0 | 0 | 0  | 0  | 0    |
| 2    | Stade quimpérois R     | 22  | 18 | 0 | 0 | 0 | 0  | 0  | 0    |
| 3    | Tours EC P             | 22  | 18 | 0 | 0 | 0 | 0  | 0  | 0    |
| 4    | ES Cormelles-le-Royal  | 21  | 18 | 0 | 0 | 0 | 0  | 0  | 0    |
| 5    | ESOFV La Roche-sur-Yon | 20  | 18 | 0 | 0 | 0 | 0  | 0  | 0    |
| 6    | ASPTT Vannes P         | 19  | 18 | 0 | 0 | 0 | 0  | 0  | 0    |
| 7    | FCE Arlac              | 18  | 18 | 0 | 0 | 0 | 0  | 0  | 0    |
| 8    | CBOSL Football         | 15  | 18 | 0 | 0 | 0 | 0  | 0  | 0    |
| 9    | AS Grayan Nord-Medoc   | 6   | 18 | 0 | 0 | 0 | 0  | 0  | 0    |
| 10   | FC Sablé P             | -1  | 18 | 0 | 0 | 0 | 0  | 0  | 0    |

|  | Promu en National 1A et qualifié pour le tournoi final. |
|  | Relégué en championnat interrégional. |
|  | R Relégué de National 1A P Promu de championnat interrégional. Pts points ; G victoires ; N match nuls ; P défaites Bp buts marqués ; Bc buts encaissés ; Diff différence de buts |

### Résultats
Groupe A
| Résultats (▼dom., ►ext.)                                   | Bes | Bla | Bru | Che | Épi | Liv | Rei | S-M | Ven | Vil |
| Besançon AFF                                               |     | -   | -   | -   | -   | -   | -   | -   | -   | -   |
| CS Blanc-Mesnil                                            | -   |     | -   | -   | -   | -   | -   | -   | -   | -   |
| USO Bruay-la-Buissière                                     | -   | -   |     | -   | -   | -   | -   | -   | -   | -   |
| US Chevrières                                              | -   | -   | -   |     | -   | -   | -   | -   | -   | -   |
| ASSF Épinal                                                | -   | -   | -   | -   |     | -   | -   | -   | -   | -   |
| FCF Liverdun                                               | -   | -   | -   | -   | -   |     | -   | -   | -   | -   |
| Reims FF                                                   | -   | -   | -   | -   | -   | -   |     | -   | -   | -   |
| Saint-Memmie Olympique                                     | -   | -   | -   | -   | -   | -   | -   |     | -   | -   |
| FC Vendenheim                                              | -   | -   | -   | -   | -   | -   | -   | -   |     | -   |
| US Villers-les-Pots                                        | -   | -   | -   | -   | -   | -   | -   | -   | -   |     |
| - Victoire à domicile - Match nul - Victoire à l'extérieur |     |     |     |     |     |     |     |     |     |     |

Groupe B
Source : Championnat de France de D2 1994-1995 - Groupe B - Calendrier, sur rsssf.com
| Résultats (▼dom., ►ext.)                                   | Amb | Cal  | Gre | Bea | Mona | Mont | Nic | Puy | S-É | Tou |
| FCF Ambilly                                                |     | 0-2  | 0-1 | 1-0 | 2-1  | 0-0  | 4-1 | 1-0 | 0-2 | 1-2 |
| Caluire SCSC                                               | 6-0 |      | 1-0 | 6-0 | 4-0  | 4-1  | 6-0 | 5-0 | 7-2 | 6-2 |
| Grenoble FF                                                | 0-0 | 3-9  |     | 1-2 | 1-0  | 2-1  | 8-1 | 6-1 | 1-3 | 3-3 |
| Celtic de Beaumont                                         | 3-1 | 1-5  | 2-1 |     | 2-0  | 2-5  | 0-0 | 1-1 | 1-6 | 3-2 |
| OS Monaco                                                  | 4-0 | 0-3  | 1-1 | 5-3 |      | 2-1  | 4-2 | 2-4 | 3-1 | 1-2 |
| Montpellier Le Crès                                        | 1-2 | 2-2  | 4-1 | 3-3 | 1-1  |      | 5-0 | 2-0 | 3-2 | 2-3 |
| ECSC Vieux Nice                                            | 1-3 | 1-3  | 0-0 | 3-8 | 0-6  | 2-4  |     | 0-0 | 1-4 | 0-5 |
| FCF Le Puy                                                 | 1-1 | 2-11 | 1-1 | 0-2 | 2-5  | 1-1  | 1-2 |     | 1-2 | 3-0 |
| RC Saint-Étienne                                           | 0-1 | 2-4  | 1-0 | 3-3 | 4-1  | 0-1  | 4-1 | 0-0 |     | 3-5 |
| Toulouse OM                                                | 4-2 | 2-3  | 3-1 | 2-1 | 1-1  | 0-1  | 5-2 | 2-3 | 0-4 |     |
| - Victoire à domicile - Match nul - Victoire à l'extérieur |     |      |     |     |      |      |     |     |     |     |

Groupe C
| Résultats (▼dom., ►ext.)                                   | CBOSL | Arl | Cor | Gra | Roc | Man | Qui | Sab | Tou | Van |
| CBOSL Football                                             |       | -   | -   | -   | -   | -   | -   | -   | -   | -   |
| FCE Arlac                                                  | -     |     | -   | -   | -   | -   | -   | -   | -   | -   |
| ES Cormelles-le-Royal                                      | -     | -   |     | -   | -   | -   | -   | -   | -   | -   |
| AS Grayan Nord-Medoc                                       | -     | -   | -   |     | -   | -   | -   | -   | -   | -   |
| ESOFV La Roche-sur-Yon                                     | -     | -   | -   | -   |     | -   | -   | -   | -   | -   |
| US Mans                                                    | -     | -   | -   | -   | -   |     | -   | -   | -   | -   |
| Stade quimpérois                                           | -     | -   | -   | -   | -   | -   |     | -   | -   | -   |
| FC Sablé                                                   | -     | -   | -   | -   | -   | -   | -   |     | -   | -   |
| Tours EC                                                   | -     | -   | -   | -   | -   | -   | -   | -   |     | -   |
| ASPTT Vannes                                               | -     | -   | -   | -   | -   | -   | -   | -   | -   |     |
| - Victoire à domicile - Match nul - Victoire à l'extérieur |       |     |     |     |     |     |     |     |     |     |

### Tournoi final
Le tournoi final du championnat oppose les meilleures équipes de chaque groupe lors d'un mini-tournoi à trois. Les équipes affrontent une seule fois leurs deux adversaires selon un calendrier tiré aléatoirement. 
Le classement est calculé avec le barème de points suivant : une victoire vaut quatre points, le match nul deux en cas de victoire aux tirs au but et un en cas de défaite et la défaite zéro. 
Critères de départage en cas d'égalité au classement :
1. classement aux points des matchs joués entre les clubs ex æquo ;
2. différence entre les buts marqués et les buts concédés par chacun d’eux au cours des matchs qui les ont opposés ;
3. différence entre les buts marqués et les buts concédés sur la totalité des matchs joués dans le championnat ;
4. plus grand nombre de buts marqués sur la totalité des matchs joués dans le championnat ;
5. en cas de nouvelle égalité, une rencontre supplémentaire aura lieu sur terrain neutre avec, éventuellement, l’épreuve des tirs au but.

Classement
| Rang | Équipe                 | Pts | J | G | N | P | Bp | Bc | Diff |
| ---- | ---------------------- | --- | - | - | - | - | -- | -- | ---- |
| 1    | Caluire SCSC           | 6   | 2 | 1 | 1 | 0 | 6  | 5  | +1   |
| 2    | US Mans                | 5   | 2 | 1 | 0 | 1 | 7  | 5  | +2   |
| 3    | Saint-Memmie Olympique | 1   | 2 | 0 | 1 | 1 | 5  | 8  | -3   |

|  | Pts points ; G victoires ; N match nuls ; P défaites Bp buts marqués ; Bc buts encaissés ; Diff différence de buts |

Résultats
| 1re journée | 1re journée            | 1re journée | 1re journée            |
| Date        | Club                   | Score       | Club                   |
| ----------- | ---------------------- | ----------- | ---------------------- |
| 21/05/1995  | Saint-Memmie Olympique | 2-5         | US Mans                |
| 2e journée  |                        |             |                        |
| Date        | Club                   | Score       | Club                   |
| 25/05/1995  | Caluire SCSC           | 3-3         | Saint-Memmie Olympique |
| 3e journée  |                        |             |                        |
| Date        | Club                   | Score       | Club                   |
| 11/06/1995  | US Mans                | 2-3         | Caluire SCSC           |

## Bilan de la saison
| Championnat de France féminin de football de deuxième division 1994-1995 |                          |
| Champion                                                                 | Caluire SCSC (1er titre) |
| Promotions et relégations                                                |                          |
| Promus en National 1A                                                    | Caluire SCSC             |
| Promus en National 1A                                                    | Saint-Memmie Olympique   |
| Promus en National 1A                                                    | US Mans                  |
| Relégués en National 1B                                                  | US Orléans               |
| Relégués en National 1B                                                  | FCF Condéen              |
| Relégués en National 1B                                                  | Paris SG                 |